# Каєтан Проскура-Сущанський
Кає́тан Проску́ра-Суща́нський гербу Кшижо́стшал (пол. Kajetan Proskura Suszczański herbu Krzyżostrzał, біля 1759 — 1835) — український шляхтич, депутат Чотирирічного сейму (1788—1792) від Київського воєводства.

## Життєпис
Народився приблизно у 1759 році в давньому шляхетському роді Проскур-Сущанських. Був останнім дідичем містечка Корнин. З 1788 по 1792 рік виконував обов'язки депутата Чотирирічного сейму від Київського воєводства, на якому у 1791 році подав розходження у проведенні меж Брацлавського воєводства. Тучапський староста. Королівський ротмістр. У 1794 році, за два роки до Третього переділу Польщі, був засланий у вигнання.
Був власником стада дуже відомих в Україні «проскурянських коней». Сучасники Каєтана Проскури характеризували його як чесну та порядну особу. У 1800 році він востаннє був керівником Київського суду, а у 1807 році обіймав посаду маршалка Сквирського повіту. Виконував обов'язки підкоморія чигиринського, черкаського та сквирського, а також житомирського земського судді. У 1812 році, перебуваючи у чині колезького радника, Проскура-Сущанський придбав містечко Германівку. У 1824 році декілька селян з Германівки написали губернатору скаргу на власника, за що їх мало бути покарано батогами. При намаганні виконати вирок суду виник селянський бунт, для придушення якого було задіяно три роти солдат.
Помер у 1835 році. Після смерті Германівку успадкувала його дружина Тереза.